# Año Polar Internacional
El Año Polar Internacional (API o IPY por sus siglas en inglés) es una colaboración, esfuerzo internacional de investigación de las regiones polares. Karl Weyprecht, un alemán, oficial de la marina austriaca, motivó la tarea, pero murió en 1881, antes de que se produjera. Cincuenta años más tarde (1932-1933) un segundo API ocurrió. El Año Geofísico Internacional se inspiró en la API y se produjo 75 años después de la primera API (1957-1958).
El tercer Año Polar Internacional se llevó a cabo entre los años 2007 y 2009.l Lo patrocinó el Consejo Internacional de Uniones Científicas (CIUC), la Organización Meteorológica Mundial (OMM). El presidente de la Organización Internacional del Grupo de Planificación establecido en el Consejo Internacional de Uniones Científicas para este evento fue presidido por el profesor Chris Rapley y el doctor Robin Bell.

## Motivación

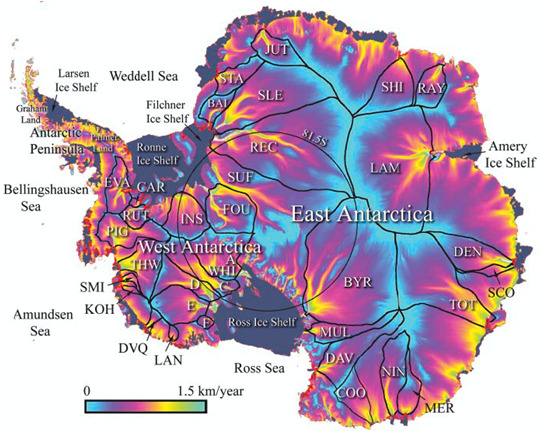
Imagen que muestra la temperatura de la Antártida.

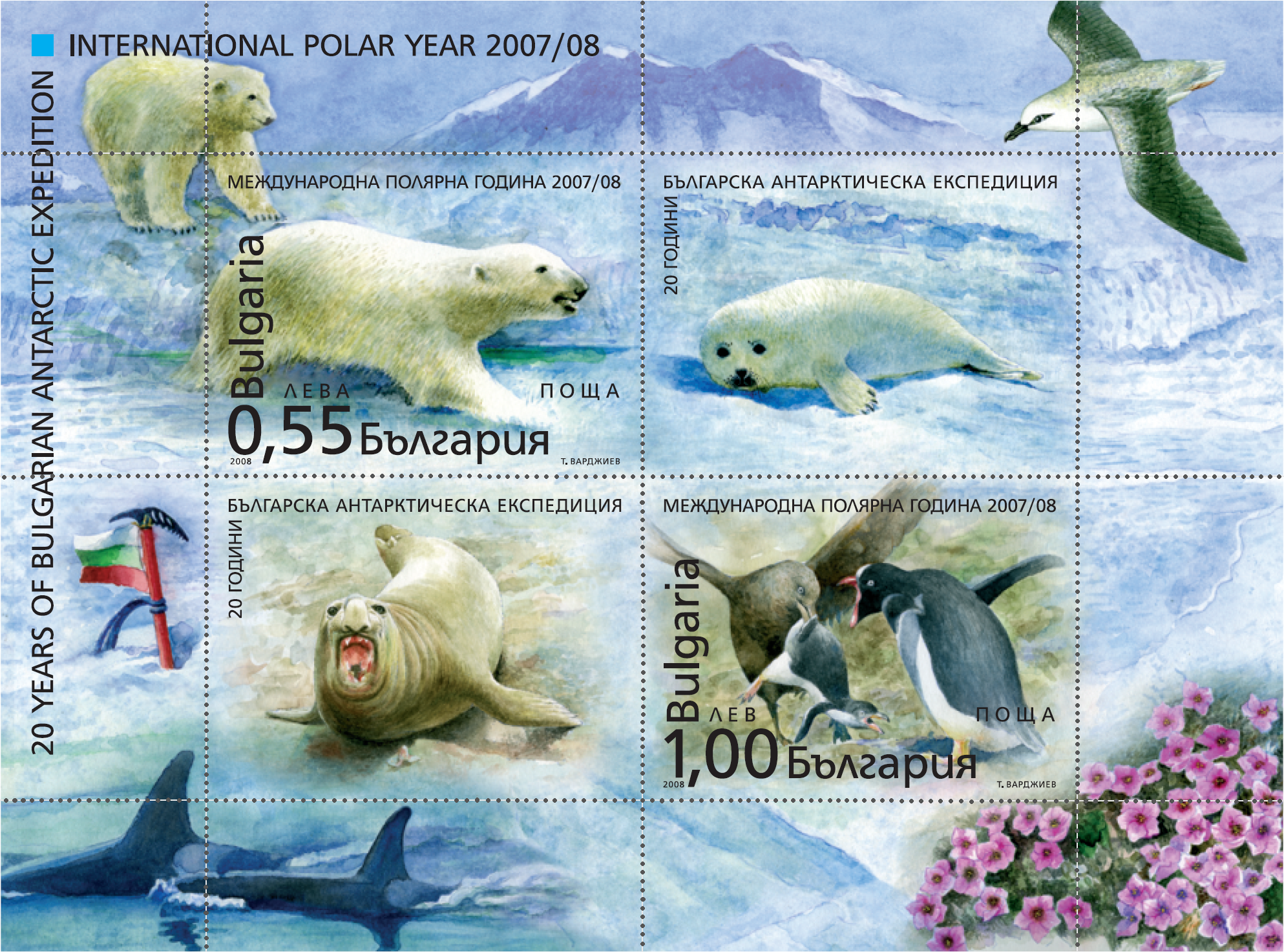
Estampa procedente de Bulgaria en conmemoración al Año Polar Internacional.

Las zonas polares tienen muchos fenómenos únicos. Circulatorio sistemas de aire y el agua llegan a la superficie, al igual que la mayoría de la Tierra y líneas de campo magnético. El espesor glaciar ha atrapado el aire y el agua desde los tiempos más remotos. Es más fácil de observar estos fenómenos cerca de los polos.
Por desgracia, los polos son caros lugares para visitar, porque son distantes, frías y desiertas; de infraestructura es escasa y el terreno se encuentra llena de baches en las regiones polares (a menudo compuesto de bloques de hielo con grietas entre ellos). Existen programas de cooperación internacional compartir los costos y maximizar el número de observaciones científicas coordinadas. El API es el más famoso ejemplo de este tipo de programa de cooperación.

## Historia
El Primer Año Polar Internacional fue propuesto por Georg Neumayer e inspirado por un austro-húngaro oficial naval, Karl Weyprecht. Sostuvieron de un planteamiento coordinado y enfoque científico, con observadores de toma coordinada mediciones geofísicas en varios lugares durante el mismo año. Esto permitiría más opiniones de los mismos fenómenos, lo que permite más valiosa interpretación de los datos disponibles, con solo un poco más de dinero total.
Siete años fueron necesarios para organizar la colaboración. Hubo 12 expediciones al Ártico y tres a la Antártida. Doce naciones participaron: el Imperio austrohúngaro, Dinamarca, Finlandia, Francia, Alemania, los Países Bajos, Noruega, Rusia, Suecia, el Reino Unido, Canadá y los Estados Unidos.
Trágicamente, 17 de los 24 estadounidenses que participan en la expedición ártica murieron de hambre durante el primer API de 1882-83. Un buque de suministro se perdió, llevando al desastre en que varios cuerpos fueron consumidos por los sobrevivientes.
Los países antes mencionados tenían en funcionamiento 14 estaciones meteorológicas de todo el Polo Norte. Las observaciones incluyeron la meteorología, geomagnetismo, fenómenos aurorales, las corrientes oceánicas, las mareas, la estructura y el movimiento del hielo y la electricidad atmosférica. Más de 40 observatorios meteorológicos en todo el mundo ampliaron sus programas de observaciones para este período. Los datos y las imágenes del Primer Año Polar Internacional han sido muy poco tiempo disponible para navegar y descargar de la Web. Estos registros del primer Año Polar Internacional ofrecieron un raro vislumbre de la circumpolar ártica del medio ambiente tal como existía en el pasado y celebrar la posibilidad de mejorar nuestra comprensión histórica de la variabilidad climática y el cambio ambiental en el Ártico.
Poco después de la Primera Guerra Mundial, misteriosamente y a menudo defectuoso comportamiento en el telégrafo, la radio, la energía eléctrica y líneas telefónicas comenzaron a persuadir a los ingenieros y científicos que la eléctrica geofísica de la Tierra a necesitar más estudio. El avión, y medios motorizados de transporte terrestre y los nuevos instrumentos de hecho las propuestas más interesantes.
En 1927 llegó una propuesta ante un Comité Meteorológico Internacional. En 1928 la comisión presentó un informe detallado en una conferencia internacional de directores de servicios meteorológicos en Copenhague. Parte de una de las resoluciones siguientes: magnéticos, auroral y observaciones meteorológicas a una red de estaciones en el Ártico y el Antártico podría adelantar materialmente presente el conocimiento y la comprensión (de estos fenómenos) no solo en las regiones polares, pero en general ... Este aumento de los conocimientos será de aplicación práctica a problemas relacionados con el magnetismo terrestre, marina y la navegación aérea, telegrafía sin hilos y los pronósticos meteorológicos.
En la conferencia se propuso observar en 1932-1933, el quincuagésimo aniversario del primer Año Polar Internacional.
El Segundo Año Polar (1932-1933) programa estudiado cuánto observaciones en las regiones polares podrían mejorar las previsiones meteorológicas y ayuda de transporte por vía aérea y marítima. Cuarenta y cuatro naciones participaron, y una gran cantidad de datos recogidos. Un centro mundial de datos fue creado en virtud de la organización que con el tiempo llegó a ser llamada la Organización Meteorológica Internacional.
En la mayoría de las cuentas, las privaciones de estas dos primeras operaciones fueron extremas, con los hombres de gasto inferior al 10 por ciento de su tiempo en la ciencia, y el resto del tiempo dedicado a la supervivencia.
En la década de 1950 nuevos instrumentos, incluidos los cohetes y sobre todo el sismógrafo, inspirado EE. UU.. El científico Lloyd Berkner propuso un tercer Año Polar. El Consejo Internacional de Uniones Científicas, un órgano del que depende, amplió las propuestas de estudios polares a la investigación geofísica, el esfuerzo de cambiar el nombre del Año Geofísico Internacional. Más de 70 nacionales existentes en las organizaciones científicas entonces API formado comités, y participó en el esfuerzo cooperativo. El API se llevó a cabo a partir de julio de 1957 a diciembre de 1958.
Si bien el API ha tenido lugar cuando el sol estaba al máximo rendimiento, este fue seguido por un examen del sol y las formas conexas de fenómenos geofísicos en el punto más bajo en el ciclo solar, el Año Internacional del Sol Tranquilo (IQSY por sus siglas en inglés). Esto duró desde julio de 1963 a diciembre de 1964.

## La princesa Elizabeth
El 6 de septiembre de 2007, con sede en Bélgica la Fundación Polar Internacional dio a conocer la octogonal nave espacial como la estación de la princesa Elisabeth, el primer cero. Emisiones de la estación científica polar en la Antártida para las investigaciones sobre el cambio climático. Con un costo de $ 16,3 millones, la estación de prefabricados, que forma parte del Año Polar Internacional, se enviarán al Polo Sur de Bélgica (para controlar la salud de las regiones polares, utilizando rompehielos, satélites, submarinos y estaciones). El explorador polar belga Alain Hubert declaró que "Esta base será la primera de su tipo para producir cero emisiones, por lo que es un modelo único de cómo la energía se debe utilizar en la Antártida," Johan Berte es el líder del equipo de diseño de la estación y gerente del proyecto (que llevará a cabo la investigación en climatología, glaciología y microbiología), y el proyecto unificado de científicos de 63 naciones en 228 estudios.
Esta estación polar fue el principal motivo en una de las más recientes de las monedas conmemorativas emitidas por Bélgica: la moneda conmemorativa de la Fundación Polar Internacional acuñada en 2007, con un valor nominal de 10 euros. En el anverso de la moneda, a fin de la estación polar con tres aerogeneradores se puede ver.

## Controversia de la moneda conmemorativa
La Real Casa de la Moneda de Canadá fabricó la moneda de plata, lanzada el 18 de julio de 2007 ha suscitado uno de los momentos más sombríos en la historia de la exploración polar y Canadá resintió a la principal organización Inuit. De acuñación de la moneda para conmemorar el 125 º aniversario del Año Polar Internacional estudios científicos y cuenta con una "primicia mundial" de color azul metálico acabado significaba para imitar los helados matices del Ártico. Por un lado de la moneda es el habitual retrato de la reina Isabel, por el otro, el explorador británico del siglo XVI Martin Frobisher y una rosa de los vientos de su época, junto con imágenes del buque que navegaba. Paso del Noroeste y un hombre inuit remando en su kayak de hielo rompiendo aguas.
Un portavoz dijo que el kayaker simplemente significa representar a los pueblos indígenas del Norte y su papel en la exploración del Ártico. Sin embargo, la combinación de elementos que recuerda un episodio infame de Frobisher del viaje de 1576 a la isla de Baffin, y el trágico destino de un remador sin nombre inuit que se ven atraídas a bordo del barco del explorador Gabriel, y secuestrado para el transporte de vuelta a Inglaterra como prueba del éxito de la expedición en llegar al Nuevo Mundo. La Reina Isabel I de Inglaterra, muere (por debilidad e insomnio) sólo semanas después de su llegada.

### Especificaciones
| Año  | Manufacturación     | Inscripción                               | Artista      | Acuñación | Precio de emisión |
| ---- | ------------------- | ----------------------------------------- | ------------ | --------- | ----------------- |
| 2007 | Royal Canadian Mint | International Polar Year                  | Laurie McGaw | 15.000    | $64,95            |
| 2007 | Royal Canadian Mint | International Polar Year (Plasma edition) | Laurie McGaw | 7.000     | $249,95           |